# Kuldīga
 (décembre 2023).
Si vous disposez d'ouvrages ou d'articles de référence ou si vous connaissez des sites web de qualité traitant du thème abordé ici, merci de compléter l'article en donnant les références utiles à sa vérifiabilité et en les liant à la section « Notes et références ».
Kuldīga (en allemand : Goldingen ; historiquement en français : Goldingue ; en lituanien : Kuldyga) est une ville de l'ouest de la Lettonie et le centre de la municipalité de Kuldīga. En 2008, sa population est de 12 981 habitants.
En 2007, Kuldīga fait partie des villes gagnantes du projet des destinations EDEN lancé par la Commission européenne pour promouvoir le développement du tourisme durable au sein de l’Union européenne.

## Histoire
La région aurait été fréquentée depuis plus de 3000 ans par des cueilleurs-pêcheurs-chasseurs.
Les chutes d'eau (240 à 275 mètres de large, pour une hauteur de 1,8 à 2 mètres), provoquent une interruption de la circulation fluvial entre l'arrière-pays et le rivage marin. Cela justifie un établissement humain ancien capable de réguler ce trafic.
La ville de Goldingen (1355), puis Kuldīga, est mentionnée pour la première fois en 1242 sous le nom de Jesusburg, lorsqu'elle est fondée par le grand-maître de l'ordre de Livonie, Dietrich von Grüningen. Elle intègre la ligue hanséatique en 1368.
Elle devient la résidence du duc de Courlande Gotthard von Ketteler, à partir du XVIe siècle. Lorsque l'ordre passe à la Réforme protestante, la majorité de ses habitants devient luthérienne. Le Duché de Courlande s'ouvre à une immigration juive dès 1571, qui va participer au développement des activités économiques et culturelles.
La ville, sous le nom de Goldingen, est au XVIIe siècle, l'une des capitales du duché de Courlande (l'autre étant Mitau, aujourd'hui Jelgava).
Jacob Kettler (1610-1682), duc de Courlande-Sémigalie de 1642 à 1682, favorise son développement économique : chantier naval, salpêtre, briqueterie…).
De 1721 à 1795, elle passe sous la domination polono-lituanienne.
Elle est chef-lieu de district dans le gouvernement de Courlande de l'Empire russe, jusqu'à l'occupation allemande de 1915-1918.
Au XIXe siècle, des fabriques produisent des aiguilles, des allumettes et du cuir.
En 1939, les Germano-Baltes (13 % de la population) sont impérieusement invités à se replier en territoire allemand. Lors de l'occupation allemande en 1941, la synagogue de la ville, construite avec la permission d'Alexandre II en 1878, est transformée en prison pour les Juifs de la région, qui sont ensuite conduits et abattus dans la forêt avoisinante (Shoah par balles, Einsatzgruppen).
En septembre 2023, l'UNESCO inscrit la vieille ville de Kuldīga sur la liste du patrimoine mondial.

## Centres d'intérêt
- Vieille Ville : la qualité de la préservation du vieux centre fait qu'elle a été le lieu de tournage d'au moins 29 films (dont Invincible (Werner Herzog, 2001). On y trouve le pont de briques, emblème de la ville, ainsi que l'ancienne synagogue.
- Cascade de Ventas Rumba, la plus large d'Europe (249 m)
- Réseau de grottes de sable de quartz
- Atelier de tissage
- Usine de bonneterie et de vêtements
- Dzīres Kuldīgā Festival
- Lido zivis Festival

## Jumelage
- Geesthacht (Allemagne) depuis 2003[4]

## Sport
Son club de football est le FK Venta Kuldiga.

## Galerie

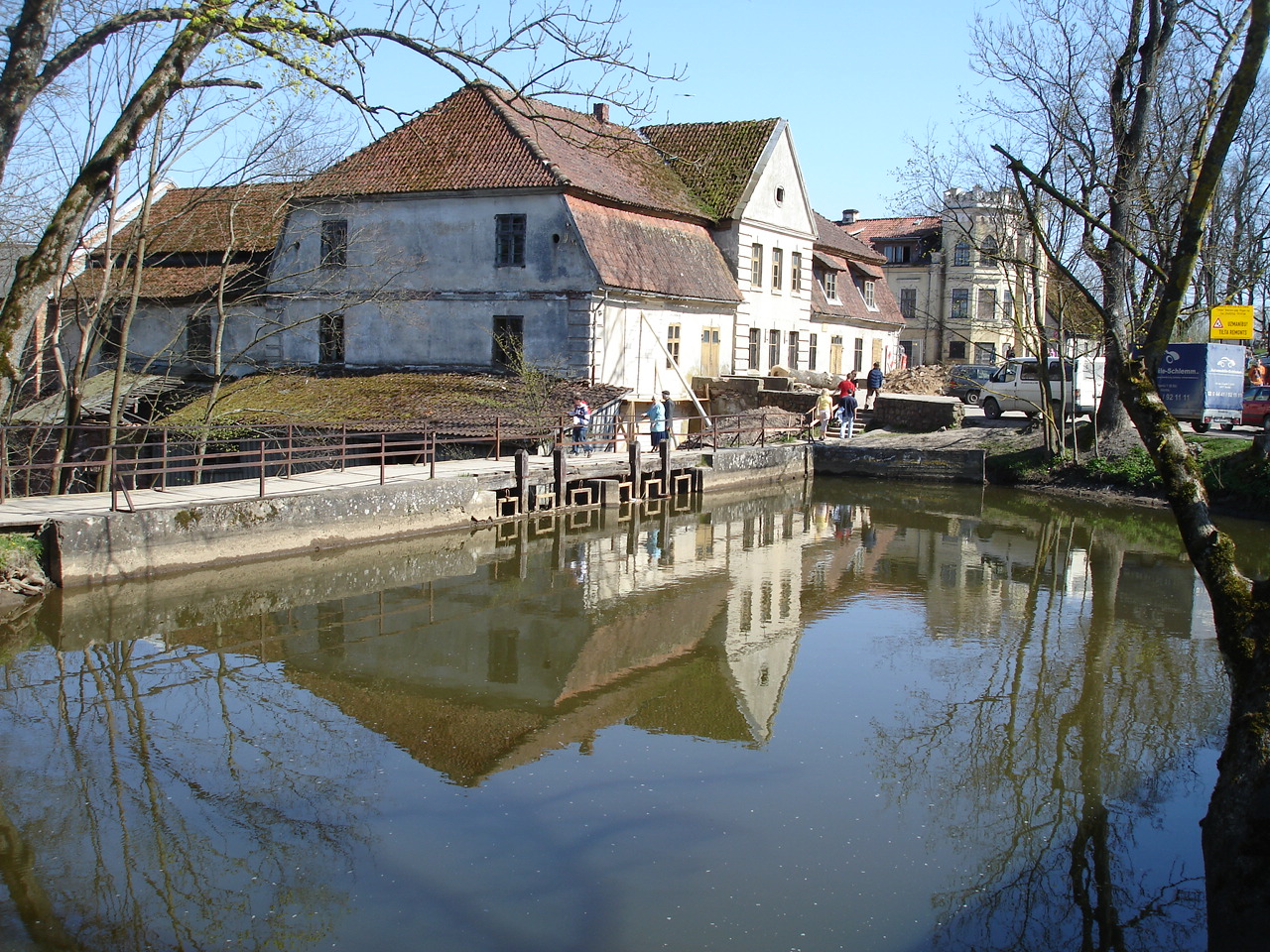
Moulin du château de Kuldīga
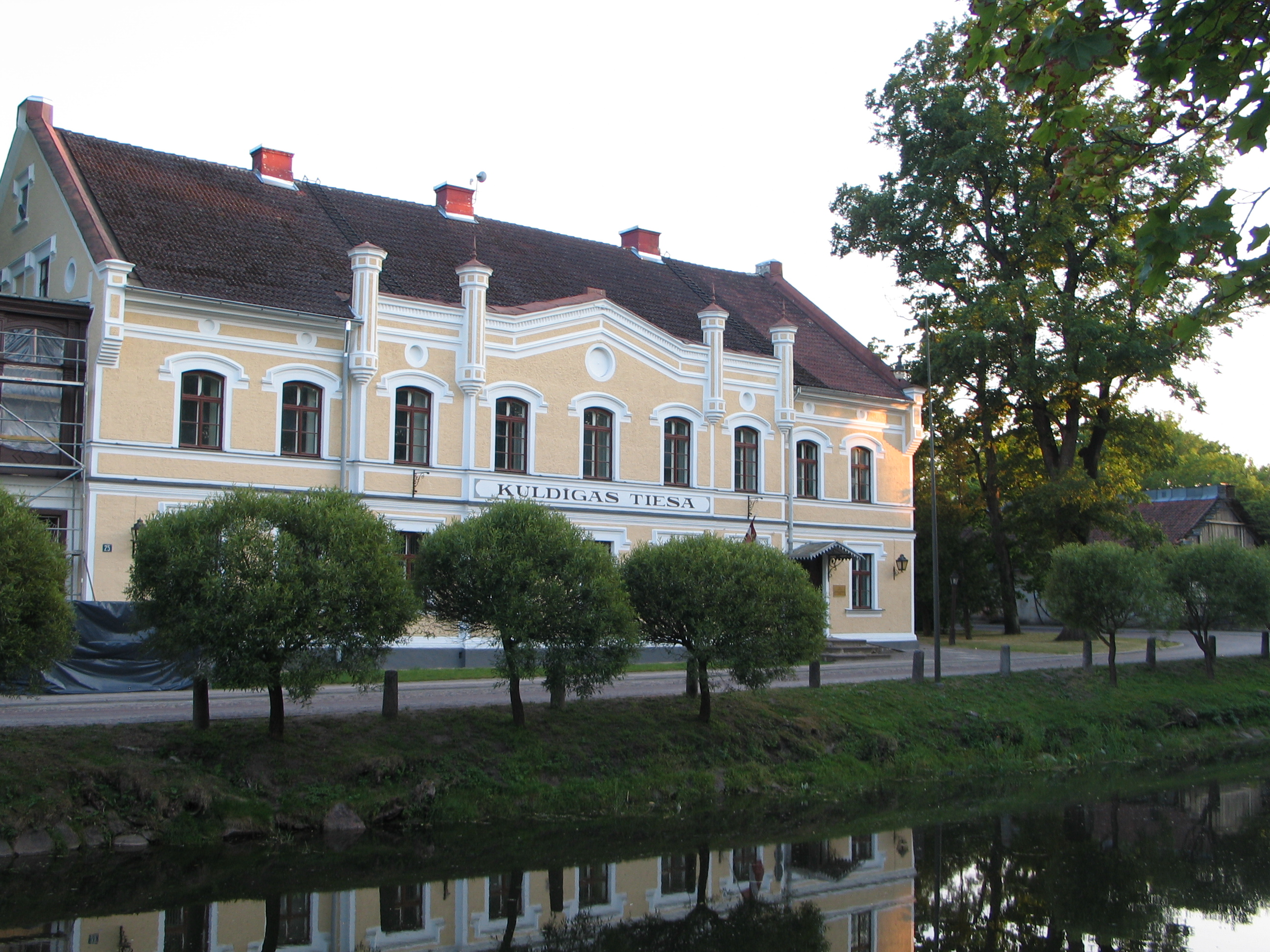
Bâtiment du tribunal
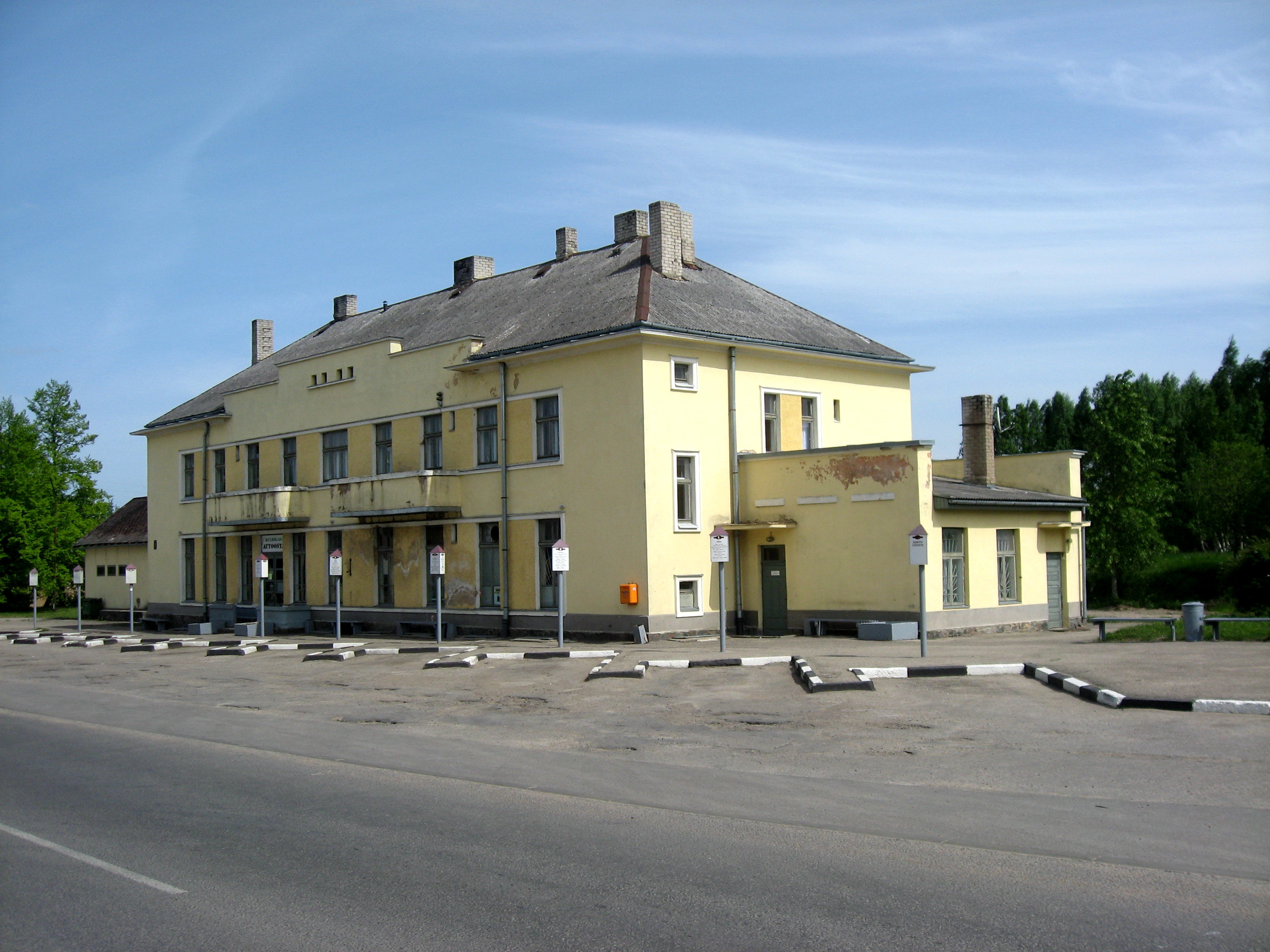
Gare routière à Kuldīga
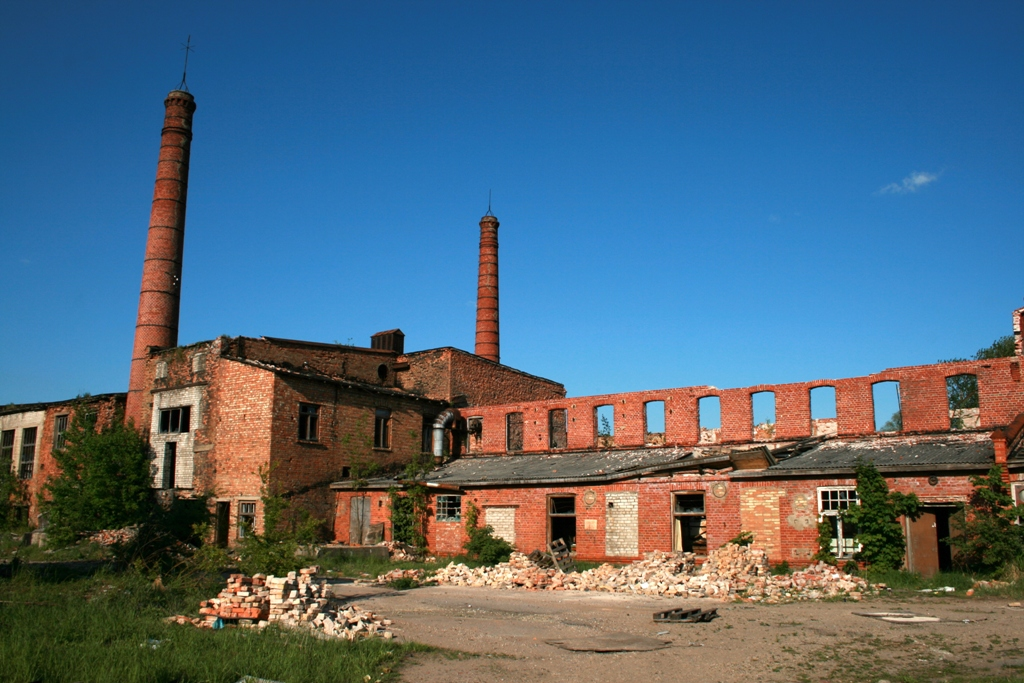
Fabrique abandonnée d'allumettes "Vulkāns" - elle avait été mise en service en 1878
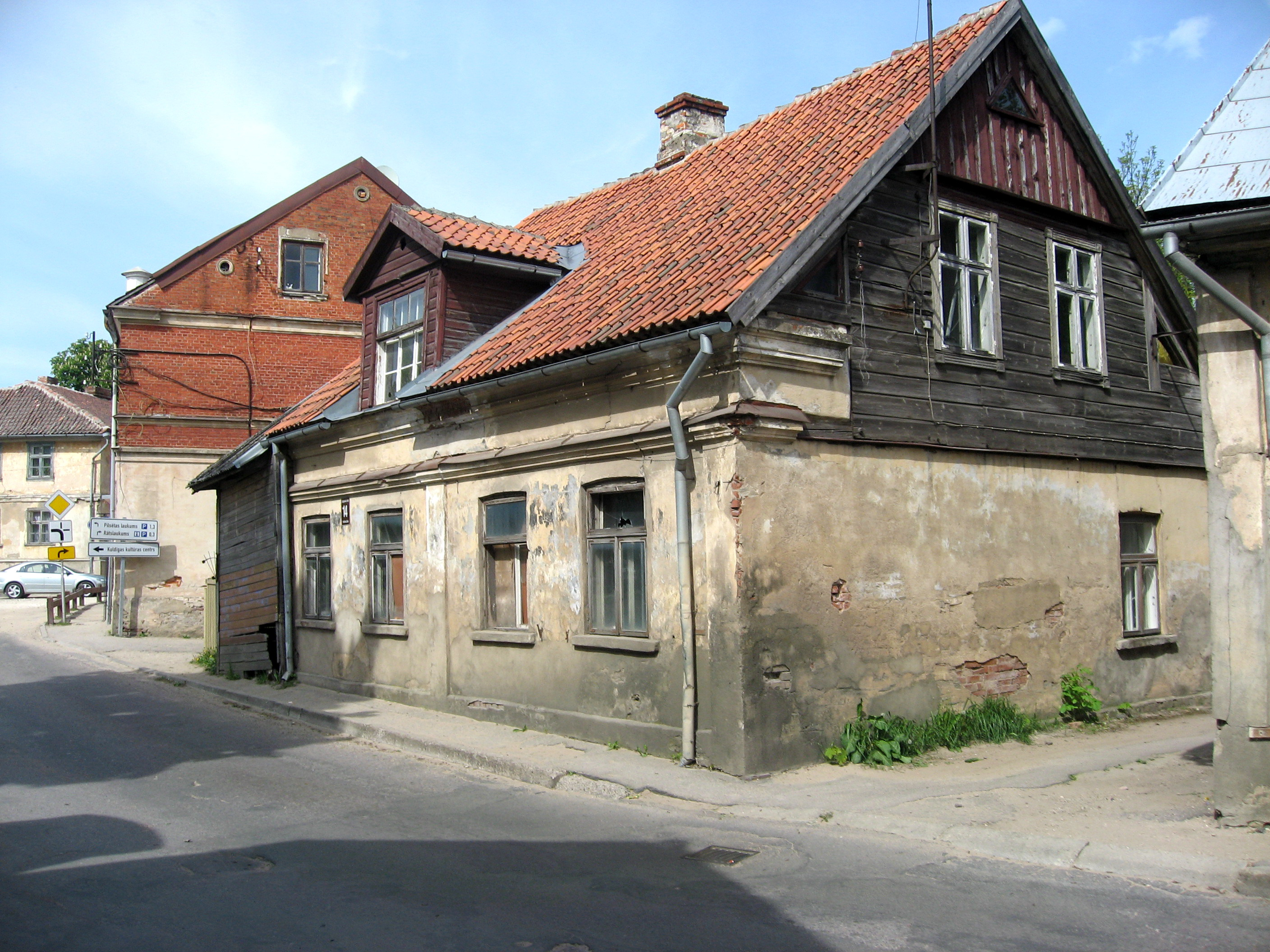
Maison rue Jelgavas à Kuldīga
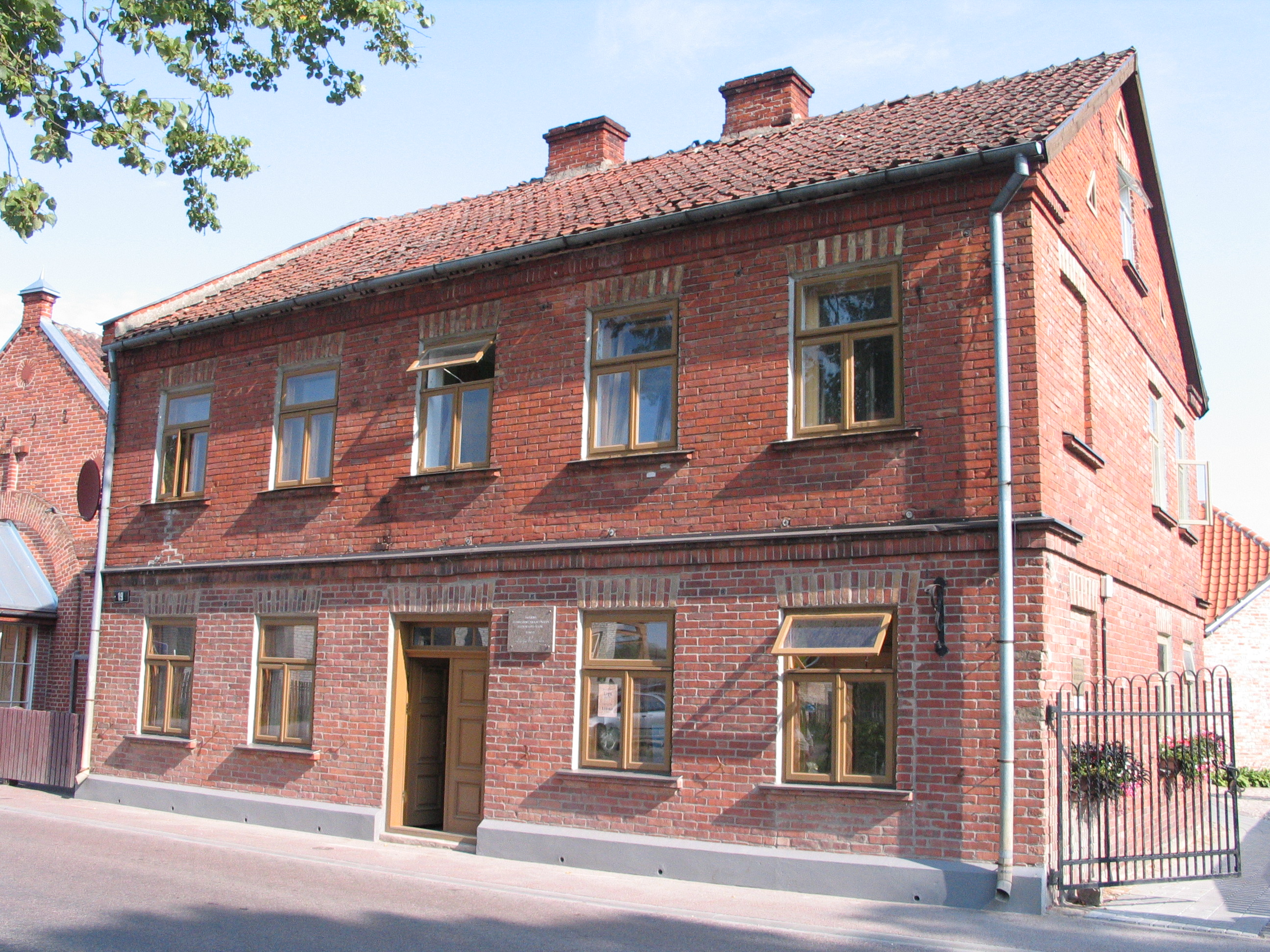
Maison rue Mucenieku à Kuldīga
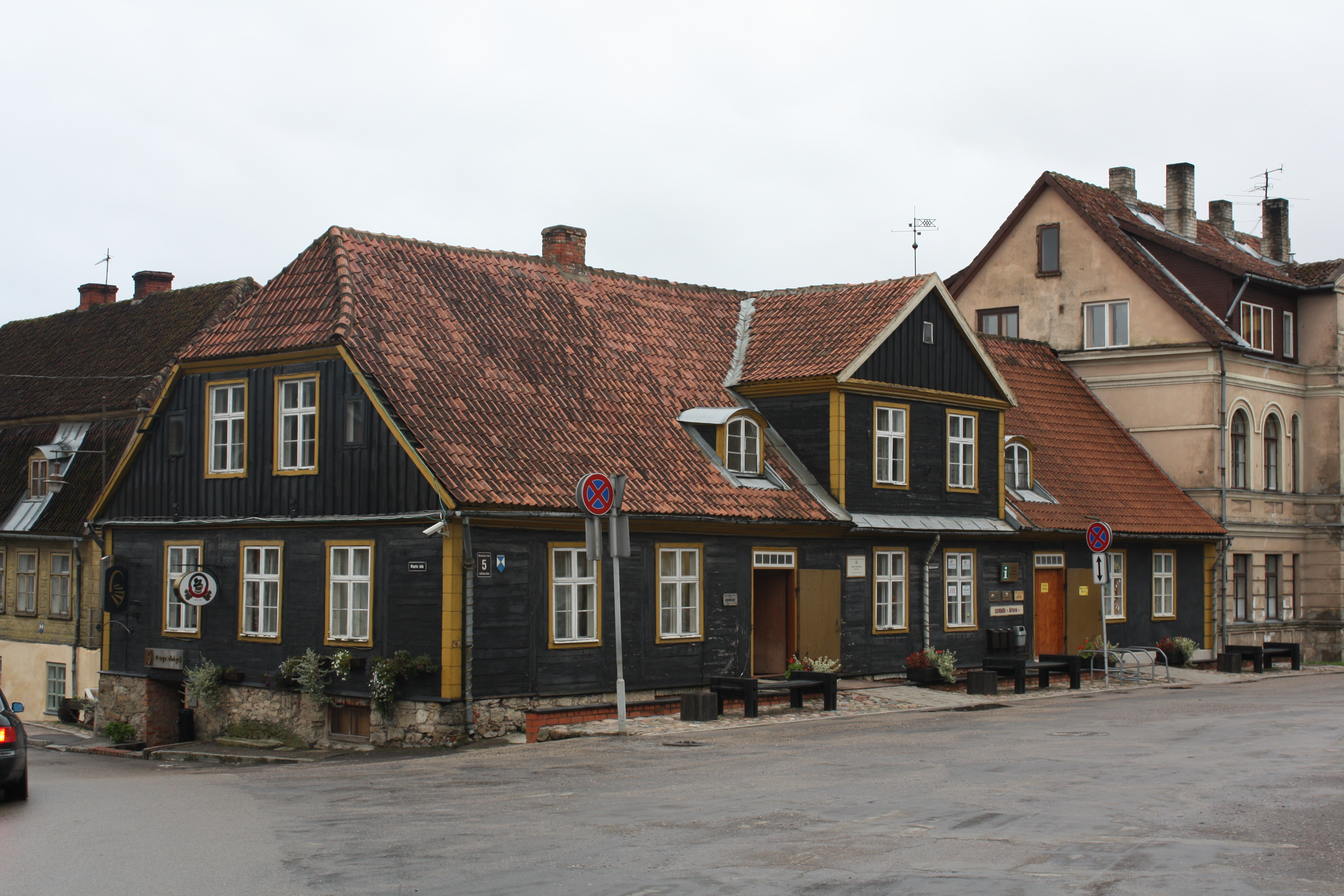
ancien Hôtel de ville
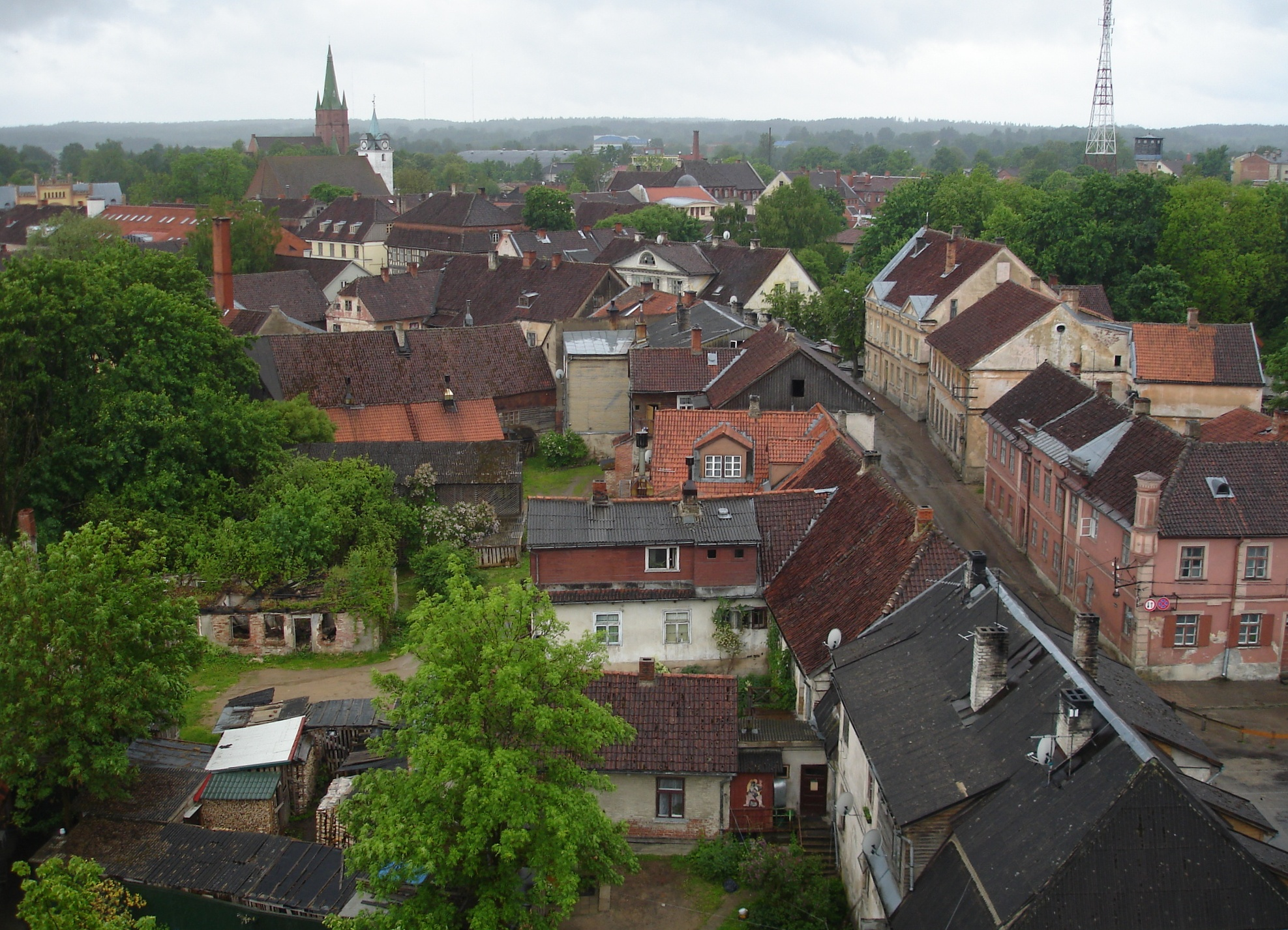
Vue depuis l'église de Sainte Catherine

## Personnalités
- Jacob Kettler (1610-1682)
- Karl-Friedrich Hugenberger (lv) 1784-1860), pasteur germano-balte, poète et traducteur letton
- Karl Davidov (1838-1889), violoncelliste et compositeur
- Zelig Kalmanovitch (1885-1944)
- Serge Tretiakov (1892-1937), écrivain constructiviste-futuriste russe
- Valdis Kalnroze (lv) (1894-1993), peintre
- Max Weinreich (1894-1969), linguiste
- Guntis Veits (1944-), musicien, compositeur
- Andra Manfelde (lv) (1973-), écrivaine
- Artis Dvarionas (lv) (1974-), vocaliste, musicien
- Jānis Miņins (1981-), bobeur (bobsleigh)